# Edwin Mills (Tauzieher)
Edwin Archer Mills (* 17. Mai 1878 in Stretton Baskerville, Warwickshire; † 12. November 1946 in Ashby-de-la-Zouch, Leicestershire) war ein britischer Tauzieher. Gemeinsam mit Frederick Humphreys und James Shepherd ist er der erfolgreichste Tauzieher bei Olympischen Spielen.

## Karriere
Bei den Olympischen Spielen 1908 in seiner Heimatstadt London gewann der 100 Kilogramm schwere Edwin Mills als Teil der achtköpfigen Mannschaft der City of London Police die Goldmedaille im Tauziehen, nachdem sie sich gegen die Mannschaften der Liverpool Police und der Metropolitan Police durchgesetzt hatten. Sämtliche Teammitglieder arbeiteten als Polizisten.
Vier Jahre später, bei den Spielen 1912 im schwedischen Stockholm, nahmen lediglich zwei Mannschaften am Wettbewerb im Tauziehen teil. Dabei gewannen die Schweden der Stockholm Police gegen das Team der City of London Police, dem noch drei Olympiasieger von 1908 angehörten. Mills und den Briten blieb der Gewinn der Silbermedaille. 1920 wurde bei den Olympischen Spielen im belgischen Antwerpen zum letzten Mal ein Olympiasieger im Tauziehen ermittelt. Edwin Mills nahm gemeinsam mit Frederick Humphreys und James Shepherd zum dritten Mal als Teil der City of London Police an den Wettbewerben teil. Nach einem Sieg über die belgische Mannschaft konnten die Polizisten auch das Finale gegen die Niederlande für sich entscheiden und gewannen damit erneut die Goldmedaille.